# Корона Екатерины I
Корона Екатерины I — первая российская императорская корона. Она была сделана для коронации государыни Екатерины Алексеевны, которая состоялась 7 мая 1724 года.

## История создания
На заседание коронационной комиссии 24 июня 1723 года был приглашён придворный ювелир, золотых дел мастер Самсон Ларионов. Ему поручили создать «секретно» и одному новую корону для императрицы. Венец изготовлялся в Санкт-Петербурге, и в начале марта 1724 года был отправлен в Москву (по-видимому, немного недоделанный)
.
Однако, как стало известно благодаря найденным Ю.И. Быковой архивным документам, в создании короны принимали участие как минимум десять ювелиров. Помимо самого Самсона Ларионова (руководил мастерской и отвечал за изготовление венца), из жалованных (т. е. находившихся в штате) мастеров были задействованы Никита Михайлович Милюков, Михаил Юрьевич Бельский и Григорий Осипов. В феврале 1724 года им выдали «премию» за «труд короны». Также в изготовлении короны принимали участие «вольные» мастера: золотарь Афанасий Федоров (золотил венец), серебряник Андрей Житков (делал решетки каркаса короны), золотых дел мастера Степан Александров, Иван Индрик, Петр Самсонов и Андрей Григорьев (вставляли алмазы). Драгоценный красный камень, украшавший венец Екатерины Алексеевны, взяли, по-видимому, у А. Д. Меншикова.

## Описание
Корону украшали алмазы двух видов огранки (около 2000), крупный жемчуг и большой красный камень в навершии, возможно рубин, с бриллиантовым крестом. Известно два описания: одно 1724 года, из первого в России официального коронационного издания «Описание коронации ея величества императрицы Екатерины Алексеевны…», второе – по воспоминаниям голштинского дворянина камер-юнкера Фридриха Вильгельма Берхгольца о том, как 30 марта 1724 г. в кремлёвской сокровищнице ему демонстрировали вновь изготовленную для церемонии императорскую корону. Недавно в архиве древних актов (РГАДА) был обнаружен документ с подробным описанием короны при передаче её из Санкт-Петербурга в Москву в марте 1724 года.

## Сохранность
Уже через месяц после коронации корону разбирают и 9 июня 1724 года в Мастерскую и Оружейную палату передаётся «корона всея Ея величества государыни императрицы коронована толко один корпус серебреной вызолочен… без алмазных вещей». До наших дней дошёл лишь «остов» (т. е. позолоченная серебряная основа) короны Екатерины I, ныне хранящаяся в Музеях Московского Кремля.

## Бытование
Судя по документам, именно в разобранном виде венец периодически выдавали из Мастерской палаты: в 1725 году в Санкт-Петербург для участия в церемонии погребения Петра I (вернули ее только в начале 1728 года), 6 марта 1730 года (по 21 июля 1730 года) в комиссию по коронации Анны Иоанновны, а 2 января 1742 года в Санкт-Петербург «ко двору ее императорского величества» Елизаветы Петровны. На момент смерти Екатерины II корона находилась в Петербурге, «при мастерской алмазной». По мнению Ю. И. Быковой мемориальная надпись на корпусе венца – «Корона серебряная вызолочена прорезная без каменьев попорчена с надписью которою коронована Государыня Императрица Екатерина Алексеевна Маiя 7 дня 1724 года» появилась в правление Анны Иоанновны.